# Saint-Nabor
Saint-Nabor là một xã thuộc tỉnh Bas-Rhin trong vùng Grand Est đông bắc Pháp.